# استیضاح پارک گون هه
در ۹ دسامبر ۲۰۱۶، پارک گون هه، رئیس‌جمهور کره جنوبی، به دلیل رسوایی سیاسی که شامل مداخلات دستیارش، چوی سون شیل، در امور ریاست‌جمهوری بود، استیضاح شد. ۲۳۴ نفر از ۳۰۰ عضو مجلس ملی به استیضاح و تعلیق موقت اختیارات و وظایف ریاست‌جمهوری پارک رأی دادند. این آراء از حد نصاب دو سوم مورد نیاز در مجلس ملی فراتر رفت و اگرچه رأی‌گیری به صورت مخفی انجام شد، نتایج نشان داد که بیش از نیمی از ۱۲۸ قانون‌گذار حزب پارک، یعنی حزب سه‌نوری، از استیضاح او حمایت کرده‌اند. بنابراین، هوانگ کیو آن، نخست‌وزیر وقت کره جنوبی، به عنوان رئیس‌جمهور موقت منصوب شد، در حالی که دادگاه قانون اساسی کره باید تصمیم می‌گرفت که آیا استیضاح را پذیرفته یا خیر. دادگاه قانون اساسی در ۱۰ مارس ۲۰۱۷ با تصمیمی همه‌جانبه به رأی ۸–۰ استیضاح را تأیید کرد و پارک را از سمت خود برکنار کرد. انتخابات ریاست‌جمهوری که قبلاً برنامه‌ریزی شده بود، به تاریخ ۹ مه ۲۰۱۷ منتقل شد و مون جه این، رهبر پیشین حزب دموکراتیک، به عنوان رئیس‌جمهور انتخاب شد.
پارک در تاریخ ۶ آوریل ۲۰۱۸ به دلیل سوءاستفاده از قدرت و اجبار، به ۲۴ سال زندان محکوم شد. پس از تجدیدنظر دادستان‌ها، این حکم به ۲۵ سال زندان و جریمه ۲۰ میلیارد وون (معادل ۱۷٫۸۶ میلیون دلار آمریکا) افزایش یافت. رئیس‌جمهور مون در دسامبر ۲۰۲۱ به دلایل انسانی پارک گون هه را عفو کرد. او در نهایت آزاد شد و در مارس ۲۰۲۲ به خانه بازگشت.